# Stajićevo
Stajićevo (srp.: Стајићево, njemački: Alt-Etschka, mađarski: Óécska) je naselje u Banatu u Vojvodini u sastavu općine Zrenjanin.

## Stanovništvo
U naselju Stajićevo živi 1.999 stanovnika, od toga 1.559 punoljetnih stanovnika, prosječna starost stanovništva iznosi 38,8 godina (37,6 kod muškaraca i 40,0 kod žena). U naselju ima 627 domaćinstava, a prosječan broj članova po domaćinstvu je 3,19.
| Etnički sastav 2002. |            |        |
| Narod                | Stanovnika | %      |
| Srbi                 | 1.925      | 96,29% |
| Mađari               | 25         | 1,25%  |
| Jugoslaveni          | 15         | 0,75%  |
| Hrvati               | 6          | 0,30%  |
| Rumunji              | 6          | 0,30%  |
| Slovaci              | 5          | 0,25%  |
| Makedonci            | 2          | 0,10%  |
| Rusi                 | 1          | 0,05%  |
| Nijemci              | 1          | 0,05%  |
| Rusini               | 1          | 0,05%  |
| nepoznato            | 4          | 0,20%  |

| broj stanovnika | 1133  | 1229  | 1413  | 1607  | 1993  | 2058  | 1999  |
|                 | 1948. | 1953. | 1961. | 1971. | 1981. | 1991. | 2001. |

## Logor u Stajićevu
U Stajićevu je bio sabirni logor pod srpskom upravom od studenoga 1991. do siječnja 1992. godine gdje su držani hrvatski zarobljenici, vojnici i civili, tijekom Domovinskog rata. Prema procjenama, između 1.300 i 1.500 ljudi, u starosti od 8 do 80 godina, je bilo zatvoreno u logoru Stajićevo. Međunarodni sud za ratne zločine počinjene na području bivše Jugoslavije navodi da je bilo oko 1.700 zatočenika u Stajićevu. Po procjenama, najmanje 17 osoba je ubijeno na toj lokaciji.

## Vanjske poveznice
- (engl.) Karte, položaj i vremenska prognoza